# زبان گرینلندی
زبان گرینلندی (گرینلندی: kalaallisut) یکی از زبان‌های اسکیمو-آلیوت است که توسط ۵۷ هزار نفر در گرینلند و دانمارک صحبت می‌شود. این زبان بسیار به زبان‌های اینوئیت در کانادا مانند اینوکتیتوت نزدیک است.
بیشتر دایره واژگان گرینلندی از زبان نیااسکیمو-آلیوت منشأ می‌گیرند. گرینلندی از آغاز استعمار دانمارک از سده ۱۸ با خط لاتین نوشته می‌شود و از آن پس وام‌واژگان بسیاری را از زبان دانمارکی و اخیراً از انگلیسی پذیرفته‌است.
گویش اصلی و غالب این زبان، کالالیسوت یا گرینلندی غربی از ژوئن ۲۰۰۹ به عنوان زبان رسمی توسط منطقه خودمختار گرینلند انتخاب شده‌است. هدف دولت گرینلند از این کار مقابله با زبان وارداتی دانمارکی بود. گرینلندی معیار بر پایه لهجه مرکزی گویش غربی که در نوک، پایتخت گرینلند و مناطق پیرامون آن رایج است، ایجاد شده‌است. گویش‌های دیگر آن به نام تونومیسوت یا گرینلندی شرقی و اینوکتون یا گرینلندی شمالی شناخته می‌شوند.

## تاریخ
گرینلندی با مهاجرت اقوام توبی در سال‌های ۱۲۰۰ به گرینلند وارد شد. زبان‌هایی که پیش از این در گرینلند تکلم می‌شدند ناشناخته هستند. نخستین توصیفات از گرینلندی مربوط به سال‌های ۱۶۰۰ است. با ورود مبلغان دانمارکی در اوایل قرن هجدهم و آغاز استعمار دانمارک در گرینلند، تدوین واژه‌نامه‌ها و کتاب‌های دستور زبان گرینلندی آغاز شد. مبلغی به نام پاول اگید نخستین فرهنگ لغت گرینلندی را در سال ۱۷۵۰ و اولین کتاب دستور زبان آن را در سال ۱۷۶۰ نوشت.
از استعمار دانمارک در سده ۱۷۰۰ تا ابتدای حکومت داخلی گرینلند در سال ۱۹۷۹، گرینلندس فشار فزاینده‌ای را از طرف زبان دانمارکی تجربه کرد. در دهه ۱۹۵۰ سیاست‌های زبانی دانمارک جهت تقویت دانمارکی بود و آموزش پس از ابتدایی و کارهای رسمی به زبان دانمارکی انجام می‌شد.
از سال ۱۸۵۱ تا ۱۹۷۳، گرینلندی با املایی پیچیده که توسط مبلغ زبان‌شناس، ساموئل کلاینشمیت ابداع شده بود، نوشته می‌شد. در سال ۱۹۷۳، دستور خط تازه‌ای با هدف نزدیک کردن نوشتار به زبان گفتاری، که از زمان کلاینشمیت تغییر قابل توجهی کرده بود، معرفی شد. این اصلاحات مؤثر بود و در سال‌های پس از آن، نرخ سواد در گرینلند بسیار بالا رفته‌است.
یکی دیگر از تحولاتی که باعث تقویت زبان گرینلندی شده‌است، سیاست «گرینلندی‌سازی» جامعه گرینلند است که با توافق‌نامه قانون داخلی در سال ۱۹۷۹ آغاز شد. این سیاست با تبدیل زبان گرینلندی به زبان رسمی آموزش، روند سابق را که باعث به حاشیه رفتن آن شده بود، معکوس کرد و در پی آن گرینلندی به تنها زبانی تبدیل شده‌است که در دوران ابتدایی به دانش‌آموزان آموزش داده می‌شود و این بدین معنی است که کودکان دانمارکی‌زبان نیز در گرینلند ابتدا به گرینلندی آموزش می‌بینند. گرینلندی اکنون چندین رسانه خبری اختصاصی دارد: رادیو ملی گرینلند و رادیو گرینلند، که برنامه‌های تلویزیونی و رادیویی را در گرینلند ارائه می‌دهد. روزنامه سرمیتسیاق نیز از سال ۱۹۵۸ به زبان گرینلندی منتشر می‌شود. این روزنامه در سال ۲۰۱۰ با روزنامه آتواگاگدلیوتیت/گرونلندزپوستن (تأسیس در ۱۸۶۱) ادغام شد و یک انتشارات بزرگ به زبان گرینلندی را تشکیل داد.
پیش از ژوئن ۲۰۰۹، گرینلندی در کنار دانمارکی زبان رسمی گرینلند بود. از آن زمان، گرینلندی به تنها زبان رسمی تبدیل شده‌است. این امر باعث شده‌است که گرینلندی به نمونه‌ای منحصر به فرد از زبان‌های بومی آمریکا تبدیل شود که توسط قانون به عنوان تنها زبان رسمی یک کشور نیمه‌مستقل شناخته شده‌است. با این وجود وضعیت این زبان هنوز هم از طرف یونسکو «آسیب‌پذیر» تلقی شده‌است. نرخ سواد در کشور ۱۰۰٪ است. طبق گزارش یونسکو به دلیل غلبه گویش معیار غربی، سایر گویش‌ها در معرض خطر قرار دارند و اکنون تدابیری برای محافظت از گویش گرینلندی شرقی در نظر گرفته شده‌است.

## واج‌شناسی

### واکه‌ها

محدوده تک‍صداهای گرینلندی غربی روی یک جدول واکه

سامانه واکه‌های گرینلندی سه‌گانه و متشکل از /i/ ,/u/ و /a/ است که در زبان‌های اسکیمو-الئوت چیز معمولی است. واکه‌های دوتایی به عنوان دو مورا تحلیل می‌شوند و بنابراین از نظر آوایی به عنوان یک توالی واکه‌ای هستند و نه یک واکه بلند. همچنین در نوشتار نیز آن‌ها را با دو واکه می‌نویسند.

### همخوان‌ها
گرینلندی دارای ۵ نوع همخوان است: لبی، لثوی، کامی، نرم‌کامی و زبانکی. در این میان همخوان /f/ فقط در میان وام‌واژه‌ها یافت می‌شود.
|         | لبی     | لثوی               | کامی    | نرم‌کامی  | زبانکی  |
| ------- | ------- | ------------------ | ------- | -------- | ------- |
| انسدادی | /p/ ⟨p⟩ | /t/ ⟨t⟩            |         | /k/ ⟨k⟩  | /q/ ⟨q⟩ |
| سایشی   | /v/ ⟨v⟩ | /s/ ⟨s⟩            | (/ʃ/)   | /ɣ/ ⟨g⟩  | /ʁ/ ⟨r⟩ |
| خیشومی  | /m/ ⟨m⟩ | /n/ ⟨n⟩            |         | /ŋ/ ⟨ng⟩ | /ɴ/     |
| روان    |         | /l/ ⟨l⟩ ⁓ [ɬ] ⟨ll⟩ |         |          |         |
| نیم‌واکه |         |                    | /j/ ⟨j⟩ |          |         |

## دستور
گینلندی یک زبان پیوندی و چندترکیبی است که اجازه ساخت واژگان دراز را با کنار هم گذاشتن ریشه‌ها و وندها می‌دهد. در این زبان اسم‌ها هشت حالت صرفی و فعل‌ها نیز برای شمار و شخص نهاد و مفعول خود هشت وجه دادند. ترتیب جملات در این زبان به صورت نهاد-مفعول-فعل است.
گرینلندی برای نداشتن سامانه زمان دستوری معروف است و روابط زمانی به‌طور معمول با زمینه سخن و همچنین با استفاده از واژگان زمانی مانند «دیروز» یا «اکنون» یا گاهی اوقات با استفاده از پسوندهای اشتقاقی یا ترکیبی از وندهای دارای نمود همراه با جنبه واژگانی افعال مختلف بیان می‌شوند.

## واژگان

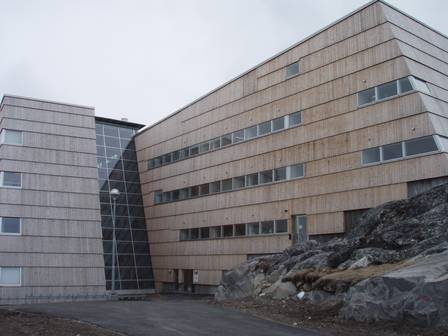
دستور خط و واژگان زبان گرینلندی توسط Oqaasileriffik، دبیرخانه زبان گرینلندی، واقع در پردیس دانشگاه گرینلند در نوک تدوین می‌شود

گرینلندی دارای پتانسیل بزرگی در استخراج واژه‌های جدید از ریشه‌های موجود است، بسیاری از مفاهیم امروزی دارای برابرهایی در گرینلندی هستند که پیش از آن که نسخه خارجی آن‌ها وارد گرینلندی شود، اختراع شده‌اند برای نمونه qarasaasiaq «رایانه» به معنای «مغز مصنوعی» است. واژگان گرینلندی از ریشه‌های بسیار کمی ساخته شده‌اند و همراه با وندها، دایره واژگان این زبان را تشکیل می‌دهند. این باعث ایجاد سامانه مشتق‌سازی پیچیده‌ای شده‌است. برای نمونه از ریشه oqaq «زبان» واژگان زیر مشتق شده‌اند:
- oqarpoq «می‌گوید»
- oqaaseq «واژه»
- oqaluppoq «سخن می‌گوید»
- oqaasilerisoq «زبان‌شناس»
- oqaasilerissutit «دستور»
- oqaluttualiortoq «نویسنده»
- oqaasipiluuppaa «بر سر او داد می‌زند»
- oqaloqatigiinneq «گفت‌وگو»
- oqaatiginerluppaa «دربارهٔ او بد حرف می‌زند»

## نوشتار

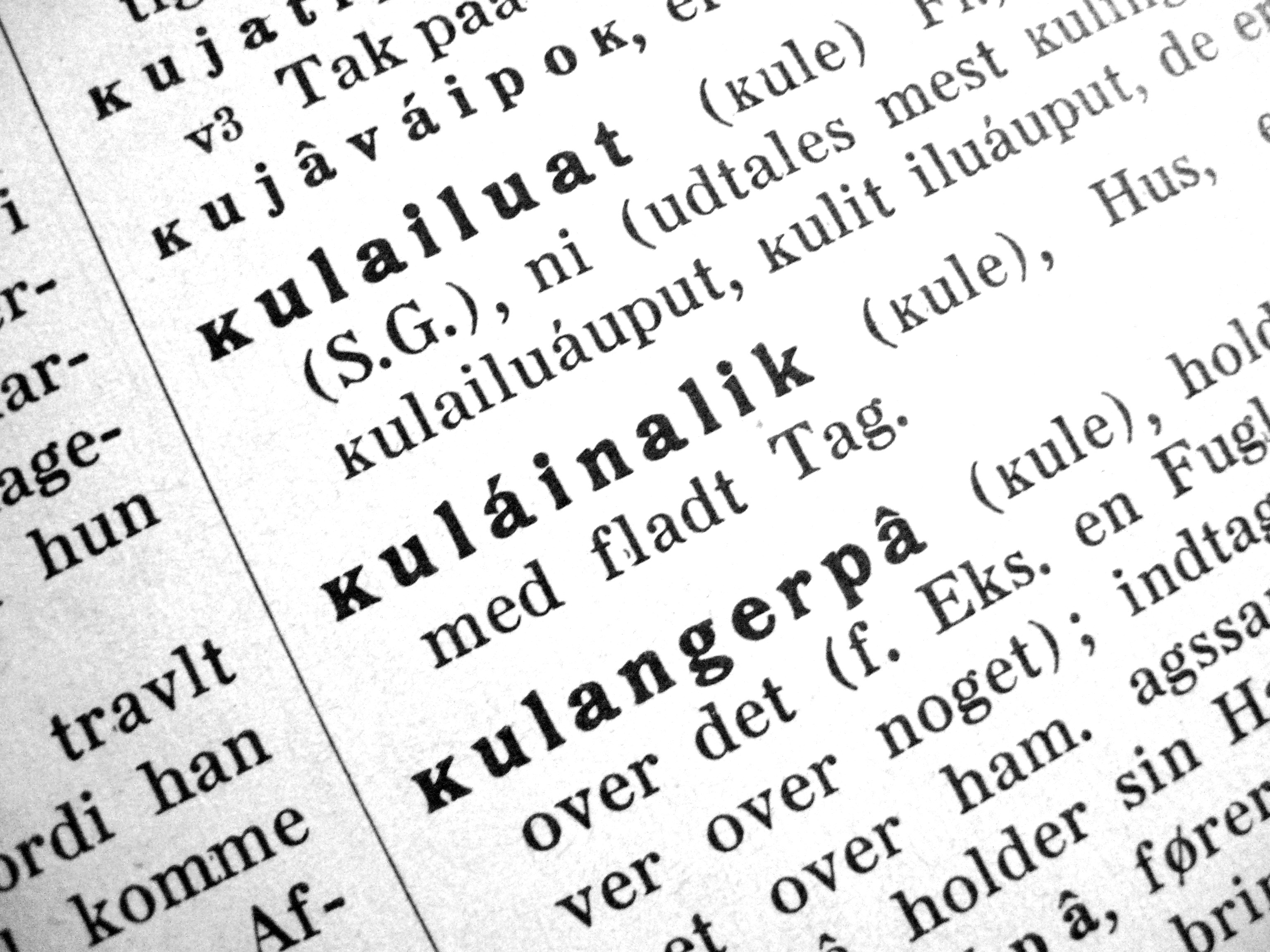
یک واژه‌نامه گرینلندی-دانمارکی مربوط به سال ۱۹۲۶

گرینلندی از آغاز استعمار دانمارک از سده ۱۸ به خط لاتین نوشته می‌شود. نخستین دستور خط گرینلندی توسط ساموئل کلاینشمیت در سال ۱۸۵۱ تدوین شد اما پس از حدود ۱۰۰ سال به دلیل تغییر صوتی با زبان گفتاری تفاوت اساسی یافت. اصلاحاتی در سال ۱۹۷۳ بر روی دستور خط انجام شد و یادگیری آن را بسیار آسان‌تر کرد. این کار منجر به افزایش سواد در گرینلند شد و اکنون این منطقه دارای یکی از بالاترین سطح‌های سواد در جهان است.
از نظر فنی، الفبای کلاینشمیت بر پایه ریخت‌شناسی بود و از نشانه‌های سجاوندی همچون هشتک (ˆ)، اکسان اگو (´)، مدک (˜) و اکسان گراو (`) برای نشان دادن برخی حروف استفاده می‌شد که به سختی آن می‌افزود. برای نمونه واژه‌ای که امروزه در گرینلندی Kalaallit Nunaat نوشته می‌شود، طبق آن الفبا به صورت Kalâdlit Nunât بود. اصلاحات ۱۹۷۳ این سامانه را با یک سامانه واجی جایگزین کرد و بسیار به زبان گفتاری نزدیک شد.
الفبای گرینلندی به صورت زیر است:
A E F G I J K L M N O P Q R S T U V
برای نوشتن وام‌واژگان از دیگر زبان‌ها (به خصوص دانمارکی و انگلیسی) حروف B, C, D, H, W, X, Y, Z, Æ, Ø و Å استفاده می‌شوند.

## اعداد
اعداد گرینلندی به شرح زیرند:
| ۱              | ۲                | ۳                                       | ۴       | ۵                        | ۶                                |
| ataaseq        | marluk           | pingasut                                | sisamat | tallimat                 | arfinillit                       |
| ۷              | ۸                | ۹                                       | ۱۰      | ۱۱                       | ۱۲                               |
| arfineq-marluk | arfineq-pingasut | qulaaluat, qulingiluat, arfineq-sisamat | qulit   | isikkanillit, aqqanillit | isikkaneq-marluk, aqqaneq-marluk |

## متن نمونه
ماده یک اعلامیه جهانی حقوق بشر به گرینلندی:
Inuit tamarmik inunngorput nammineersinnaassuseqarlutik assigiimmillu ataqqinassuseqarlutillu pisinnaatitaaffeqarlutik. Silaqassusermik tarnillu nalunngissusianik pilersugaapput, imminnullu iliorfigeqatigiittariaqaraluarput qatanngutigiittut peqatigiinnerup anersaavani.
«تمام افراد بشر آزاد زاده می‌شوند و از لحاظ حیثیت و کرامت و حقوق با هم برابراند. همگی دارای عقل و وجدان هستند و باید با یکدیگر با روحیه ای برادرانه رفتار کنند.»